# 氨基硒酸铵
氨基硒酸铵是一种无机化合物，化学式为NH2SeO3NH4。它可由SeO3·C5H5N和液氨反应，过滤除沉淀后，从滤液中结晶出来。它和乙酸钾或高氯酸钡在无水甲醇中反应，可以得到氨基硒酸钾或氨基硒酸钡。